# Australian Open 2011
Australian Open 2011 var en tennisturnering, der spilledes udendørs på hardcourt-underlag. Det var den 99. udgave af Australian Open og den første Grand Slam turnering i 2011. Den blev spillet på Melbourne Park i Melbourne, Australien, fra 17. januar til 30. januar 2011.
Roger Federer og Serena Williams er forsvarende mestre i herre- og damesingle.
Den eneste danske deltager er Caroline Wozniacki, som er førsteseedet i damesingle.

## Seedninger i singlerækkerne

### Mænd
| 1. ESP Rafael Nadal (tabte i kvartfinalen til David Ferrer) 2. SUI Roger Federer 3. SRB Novak Djokovic 4. SWE Robin Söderling (tabte i 4. runde til Alexandr Dolgopolov) 5. SCO Andy Murray 6. CZE Tomáš Berdych (tabte i kvartfinalen til Novak Djokovic) 7. ESP David Ferrer 8. USA Andy Roddick (tabte i 4. runde til Stanislas Wawrinka) 9. ESP Fernando Verdasco (tabte i 4. runde til Tomáš Berdych) 10. RUS Mikhail Youzhny (tabte i 3. runde til Milos Raonic) 11. AUT Jürgen Melzer (tabte i 4. runde til Andy Murray) 12. FRA Gaël Monfils (tabte i 3. runde til Stanislas Wawrinka) 13. FRA Jo-Wilfried Tsonga (tabte i 3. runde til Alexandr Dolgopolov) 14. ESP Nicolás Almagro (tabte i 4. runde til Novak Djokovic) 15. CRO Marin Čilić (tabte i 4. runde til Rafael Nadal) 16. USA Mardy Fish (tabte i 2. runde til Tommy Robredo) | 1. CRO Ivan Ljubičić (tabte i 3. runde til Nicolás Almagro) 2. USA Sam Querrey (tabte i 1. runde til Lukasz Kubot) 3. SUI Stanislas Wawrinka (tabte i kvartfinalen til Roger Federer) 4. USA John Isner (tabte i 3. runde til Marin Čilić) 5. CYP Marcos Baghdatis (tabte i Jürgen Melzer) 6. FRA Michaël Llodra (tabte i 2. runde til Milos Raonic) 7. RUS Nikolaj Davydenko (tabte i 1. runde til Florian Mayer) 8. LAT Ernests Gulbis (tabte i 1. runde til Benjamin Becker) 9. ESP Albert Montañés (tabte i 2. runde til Xavier Malisse) 10. ARG Juan Mónaco (tabte i 2. runde til Robin Haase) 11. ARG David Nalbandian (tabte i 2. runde til Richard Berankis) 12. FRA Richard Gasquet (tabte i 3. runde til Tomáš Berdych) 13. SRB Viktor Troicki (tabte i 3. runde til Novak Djokovic 14. BRA Thomaz Bellucci (tabte i 2. runde til Jan Hernych) 15. ESP Feliciano López (tabte i 2. runde til Bernard Tomic) 16. ESP Guillermo García López (tabte i 3. runde til Andy Murray) |

### Kvinder
| 1. DEN Caroline Wozniacki (tabte i semifinalen til Li Na) 2. RUS Vera Zvonareva (tabte i semifinalen til Kim Clijsters) 3. BEL Kim Clijsters 4. USA Venus Williams (tabte i 3. runde til Andrea Petkovic) 5. AUS Samantha Stosur (tabte i 3. runde til Petra Kvitová) 6. ITA Francesca Schiavone (tabte i kvartfinalen til Caroline Wozniacki) 7. SRB Jelena Janković (tabte i 2. runde til Peng Shuai) 8. BLR Viktoria Azarenka (tabte i 4. runde til Li Na) 9. CHN Li Na 10. ISR Shahar Pe'er (tabte i 3. runde til Flavia Pennetta) 11. BEL Justine Henin (tabte i 3. runde til Svetlana Kuznetsova) 12. POL Agnieszka Radwańska (tabte i kvartfinalen til Kim Clijsters) 13. RUS Nadia Petrova (tabte i 3. runde til Jekaterina Makarova) 14. RUS Marija Sjarapova (tabte i 4. runde til Andrea Petkovic) 15. FRA Marion Bartoli (tabte i 2. runde til Vesna Manasieva) 16. RUS Anastasia Pavlyuchenkova (tabte i 3. runde til Iveta Benešová) | 1. FRA Aravane Rezaï (tabte i 1. runde til Barbora Záhlavová-Strýcová) 2. RUS Marija Kirilenko (tabte i 2. runde til Iveta Benešová) 3. SRB Ana Ivanović (tabte i 1. runde til Jekaterina Makarova) 4. EST Kaia Kanepi (tabte i 2. runde til Julia Görges) 5. BEL Yanina Wickmayer (tabte i 2. runde til Anastasija Sevastova) 6. ITA Flavia Pennetta (tabte i 4. runde til Petra Kvitová) 7. RUS Svetlana Kuznetsova (tabte i 4. runde til Francesca Schiavone) 8. RUS Alisa Kleybanova (tabte i 2. runde til Simona Halep) 9. CZE Petra Kvitová 10. ESP María José Martínez Sánchez (tabte i 2. runde til Alizé Cornet) 11. ROU Alexandra Dulgheru (tabte i 1. runde til Ayumi Morita) 12. SVK Daniela Hantuchová (tabte i 1. runde til Regina Kulikova) 13. SVK Dominika Cibulková (tabte i 3. runde til Caroline Wozniacki) 14. GER Andrea Petkovic (tabte i kvartfinalen til Li Na) 15. CZE Lucie Šafářová (tabte i 3. runde til Vera Zvonareva) 16. BUL Tsvetana Pironkova (tabte i 2. runde til Monica Niculescu) |